# Аутсайдер
Аутсайдер (англ. outsider — посторонний) имеет два основных значения:
- нечто, находящееся вне определённого объекта или категории.
- нечто последнее.

Данное слово может быть использовано в следующих профессиональных сферах:
- в спорте — участник, занявший последнее место либо находящийся в числе последних;
- в социологии — человек, отставший в своей социализации;
- в хозяйстве — капиталистические предприятия, которые не входят в монополистические объединения и находятся с ними в жестокой конкурентной борьбе. В результате конкуренции аутсайдеры часто бывают поглощены монополиями. Встречаются фиктивные аутсайдеры, имеющие тайные соглашения с монополиями выступать как их конкуренты с целью влияния на рыночную конъюнктуру. Аутсайдерами называют также биржевых спекулянтов, которые не являются биржевиками-профессионалами;
- субъект или объект, находящийся своей формой или своим содержанием вне критериев субъектов или объектов, относящихся к группе/категории инсайдеров в определённом времени и пространстве;
- член социальной группы, занимающий в ней малозначимое место.